# Phalaenopsis pulcherrima
Phalaenopsis pulcherrima або Doritis pulcherrima — трав'яниста рослина родини орхідні.
Епіфіти або літофіти.
Дискусії щодо систематичної приналежності цієї рослини роду до монотипного роду Doritis далекі від завершення. У багатьох сучасних літературних джерелах ця рослина називається Doritis pulcherrima.
Вид не має усталеної української назви, в україномовних джерелах зазвичай використовується наукова назва Phalaenopsis pulcherrima або його синонім Doritis pulcherrima, в деяких виданнях зустрічаються назви Дорітіс найкрасивіший і Дорітіс красивий. 

Англійська назва — The Beautiful Doritis (Phalaenopsis).

## Синоніми
За даними  Королівських ботанічних садів в К'ю
- Doritis pulcherrimaLindl., 1833 basionym
- Phalaenopsis esmeraldaRchb.f., 1874
- Phalaenopsis esmeraldavar. AlbifloraRchb.f., 1877
- Phalaenopsis antenniferaRchb.f., 1879
- Doritis pulcherrimavar. CaeruleaFowlie, 1969
- Doritis pulcherrimaf. AlbaO. Gruss & Roeth, 1999
- Doritis pulcherrimaf. Albiflora(Rchb.f.) Roeth & O. Gruss, 1999
- Doritis pulcherrimaf. Caerulea(Fowlie) O. Gruss & Roeth, 1999
- Phalaenopsis pulcherrimaf. Alba(O. Gruss & Roeth) Christenson, 2001
- Phalaenopsis pulcherrimaf. Albiflora(Rchb.f.) 2001
- Phalaenopsis pulcherrimaf. Caerulea(Fowlie) Christenson, Phalaenopsis: 233 (2001).

## Історія опису

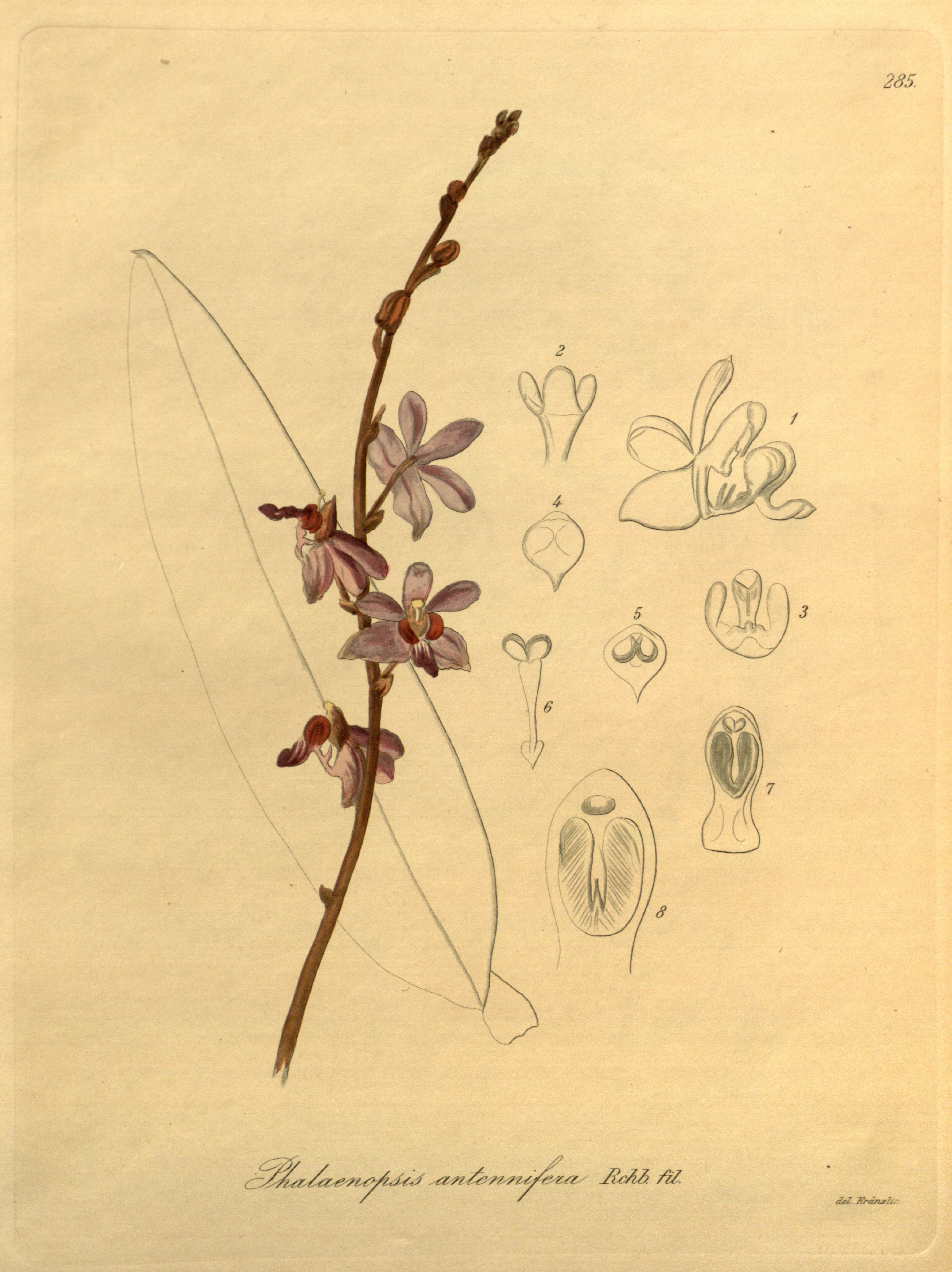
Ботанічна ілюстрація з книги «Xenia Orchidacea — Beiträge zur Kenntniss der Orchideen» Leipzig, Brockhaus, 1858–1900

20review/doritis%20pulcherrima%201945/lwf15.html Orchid Review (1945)[недоступне посилання з червня 2019]

## Біологічний опис
Моноподіальні поліморфні рослини середніх розмірів.
Стебло коротке, приховане основами 4-8 листків.
Коріння жорстке, добре розвинене.
Листки (4-8) подовжено-еліптичні, на кінці тупокінцеві або загострені, сіро-зелені, шкірясті, дворядні, довжиною 6-15 см, шириною близько 1,5-3 см.
Квітконіс прямостоячий, розгалужених, 20-60 см завдовжки.
Суцвіття багатоквіткове, пухке, китицеподібне або волотисте, несе до 20 квіток.
Квітки дрібні, варіабельні за забарвленням, від блідо-рожевих до пурпурних і інтенсивно-бузкових. Діаметр квітів від 1,5 до 4,5 см.
Губа трилопатева, сидяча або з коротким нігтиком. Бічні частки овальні, прямі, середня овально-еліптична, іноді краю загорнуті всередину квітки.
Колонка майже пряма, з вузькими лопатами. Полліній — 2.
Цвітіння з вересня по листопад. Тривалість цвітіння від 3 до 5 місяців.

## Ареал, екологічні особливості
Широко поширений вид. 
 Китай (Гімалаї, Юньнань), Індія (Ассам), М'янма, Таїланд, Малайзія, Лаос, Камбоджа, В'єтнам, Борнео і Суматра 
 На піщаних ґрунтах у вічнозелених, рівнинних заплавних лісах.
Відноситься до числа видів, що охороняються (II додаток CITES).

## У культурі

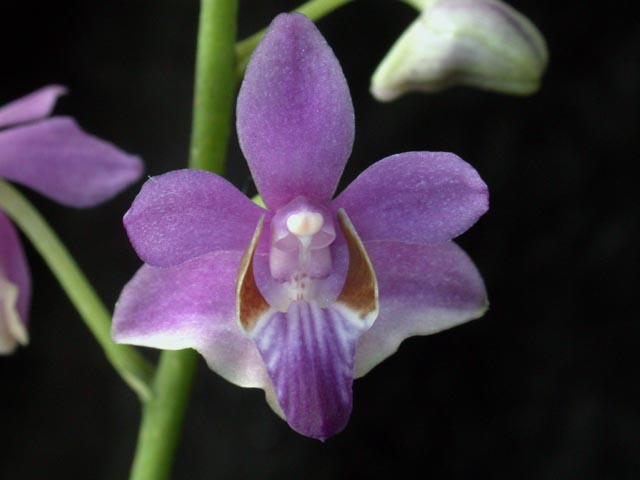

У культурі легкий. 
 Тепло-(22-24 °C) і вологолюбні рослини. Цвітуть в жовтні — грудні. Тривалість цвітіння 1 суцвіття 2-3 тижні, всієї рослини — 5-6 тижнів.
Освітлення — яскраве розсіяне світло. Вимагають притінення від прямих сонячних променів.
Відносна вологість повітря 50-80%.
Культивують в горщиках, кошиках для епіфітів або на блоках. Як субстрат рекомендується суміш із шматочків кори сосни, битої цегли і  деревного вугілля (2:1:1). Субстрат повинен бути завжди злегка вологим. Надлишок води викликає бактеріальні та грибкові захворювання.
У січні — лютому слабо виражений період спокою. В цей час рослини не підживлюють, в решту часу підгодовують щодекадно 0,01% розчином повного  мінерального добрива.

## Первиннігібриди
Оскільки довгий час Phalaenopsis pulcherrima називався Doritis pulcherrima, всі гібриди між ним та представниками роду Фаленопсис згідно із The International Orchid Register називаються Doritaenopsis.

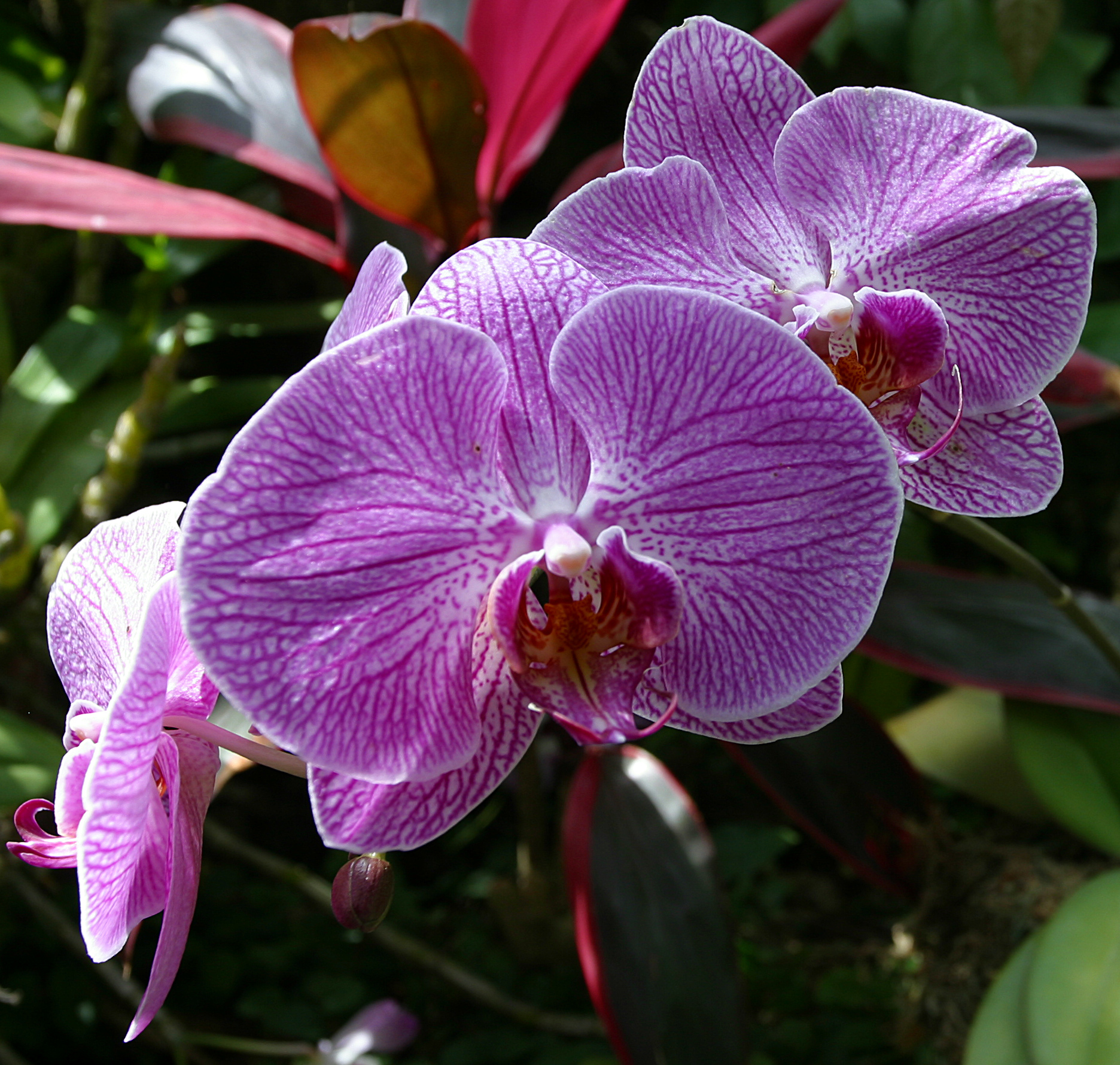
Doritaenopsis

За даними сайту Especes de Phalaenopsis [Архівовано 18 травня 2009 у Wayback Machine.].
- Doritaenopsis Anna-Larati Soekardi — pulcherrima х parishii (Atmo Kolopaking) 1980
- Doritaenopsis Annie Van Tweel — pulcherrima х lobbii (Atmo Kolopaking) 1983
- Doritaenopsis Asahi — lindenii х pulcherrima (Baron Toshita Iwasaki) +1923
- Doritaenopsis Bandung Pink — leucorrhoda (природний філіппінський гібрид між  P. aphrodite і  P. schilleriana) х pulcherrima (Ayub S Parnata) 1979
- Doritaenopsis Bonita — stuartiana х pulcherrima (Lewis C. Vaughn) 1965
- Doritaenopsis Celebrant — pulcherrima х celebensis (The Orchid Zone Ltd. (Herb Hager)) 1992
- Doritaenopsis Charm — pulcherrima х Phal.Elisabethae (Lewis C. Vaughn) 1959
- Doritaenopsis Eduardo Quisumbing — amabilis х pulcherrima (John H Miller) 1956
- Doritaenopsis Imp — pulcherrima х mariae (Dr Henry M Wallbrunn) 1969
- Doritaenopsis Jim — pulcherrima х venosa (Homer P Norton) 1984
- Doritaenopsis Jim Chan — amboinensis х pulcherrima (Fort Caroline Orchids Inc. (Dr Henry M Wallbrunn)) 1973
- Doritaenopsis Kelsey's Blush — tetraspis х pulcherrima (Katz-Thompson) 1997
- Doritaenopsis Kenneth Schubert — pulcherrima х violacea (Clarelen Orchids (CKSchubert)) 1963
- Doritaenopsis Musick Surprise — pulcherrima х chibae (F. & M. Kaufmann) 2003
- Doritaenopsis Myriam-Esther — modesta х pulcherrima (Luc Vincent) 1991
- Doritaenopsis Profusion — pulcherrima х sanderiana (Lewis C. Vaughn) 1961
- Doritaenopsis Purple Gem — pulcherrima х equestris (Ernest T. Iwanaga) 1963
- Doritaenopsis Purple Passion — schilleriana х pulcherrima (Dr Henry M Wallbrunn) 1966
- Doritaenopsis Purple Sum — pulcherrima х sumatrana (Luc Vincent) 2004
- Doritaenopsis Red Elf — pulcherrima х fasciata (Lenette Greenhouses (Oak Hill Gardens)) 1982
- Doritaenopsis Si Kancil — pantherina х pulcherrima (Ayub S Parnata) 1979
- Doritaenopsis Siam Treasure — lowii х pulcherrima (S. Wannakrairoj (T.Lusup-anan)) 1997
- Doritaenopsis Suka Hati — fimbriata х pulcherrima (Ayub S Parnata) 1981
- Doritaenopsis Summer Red — cornu-cervi х pulcherrima (Mr Issaku Nagata) 1969
- Doritaenopsis Sweet Gem — pulcherrima х lueddemanniana (Hiews 'Nurseries) 1970
- Doritaenopsis Tan Swee Eng — pulcherrima х gigantea (Teoh Eng Soon (Twins Teo)) 1973
- Doritaenopsis Tarina — javanica х pulcherrima (Atmo Kolopaking) 1983